# Limpeza por bala
Limpeza por bala, em inglês bullet cleaning, é um processo de limpeza de tubos, por exemplo em caldeiras e trocadores de calor pela passagem de um dispositivo ("bala") conduzido por água sob pressão, em valores de 15–25 kg/cm², removendo as incrustrações do interior do tubo em sua passagem. Também é chamada de limpeza por dispositivo limpador de tubos propelido a água.